# Unplugged (album, Eric Clapton)
Unplugged je koncertní album anglického hudebníka Erica Claptona. Vydala jej v srpnu roku 1992 hudební vydavatelství Duck Records a Reprise Records. Album produkoval Russ Titelman a jde o záznam z Claptonova vystoupení v rámci série MTV Unplugged; představení proběhlo dne 16. ledna 1992 ve Windsoru. Album bylo oceněnou cenou Grammy.

## Seznam skladeb
| Pořadí | Název                                     | Autor                  | Délka |
| ------ | ----------------------------------------- | ---------------------- | ----- |
| 1.     | Signe                                     | Eric Clapton           | 3:13  |
| 2.     | Before You Accuse Me                      | Bo Diddley             | 3:44  |
| 3.     | Hey Hey                                   | Big Bill Broonzy       | 3:16  |
| 4.     | Tears in Heaven                           | Clapton, Will Jennings | 4?36  |
| 5.     | Lonely Stranger                           | Clapton                | 5:27  |
| 6.     | Nobody Knows You When You're Down and Out | Jimmy Cox              | 3:49  |
| 7.     | Layla                                     | Clapton, Jim Gordon    | 4:46  |
| 8.     | Running on Faith                          | Jerry Lynn Williams    | 6:30  |
| 9.     | Walkin' Blues                             | Robert Johnson         | 3:37  |
| 10.    | Alberta                                   | tradicionál            | 3:42  |
| 11.    | San Francisco Bay Blues                   | Jesse Fuller           | 3:24  |
| 12.    | Malted Milk                               | Johnson                | 3:36  |
| 13.    | Old Love                                  | Clapton, Robert Cray   | 7:54  |
| 14.    | Rollin' and Tumblin'                      | Muddy Waters           | 4:11  |

## Obsazení
- Eric Clapton – zpěv, kytara, dobro, kazoo
- Katie Kissoon – doprovodné vokály
- Tessa Niles – doprovodné vokály
- Andy Fairweather-Low – kytara, harmonika, mandolína
- Nathan East – akustická basa, doprovodné vokály
- Steve Ferrone – bicí
- Ray Cooper – perkuse
- Chuck Leavell – klávesy